# L'esport favorit de l'home
L'esport favorit de l'home (títol original en anglès Man's Favorite Sport?) és una pel·lícula del gènere comèdia de 1964 dirigida i produïda per Howard Hawks i interpretada per Rock Hudson i Paula Prentiss. Està doblada al català.
Hawks va fer aquesta pel·lícula com un homenatge a la seva comèdia clàssica (que s'integrava dins del gènere screwball commedy) del 1938 Bringing Up Baby amb Katharine Hepburn i Cary Grant. Fins i tot va intentar comptar amb Hepburn i Grant un altre cop, però no ho va aconseguir.

## Argument
Roger Willoughby (Hudson), un expert pescador autor d'un llibre de pesca molt valorat que treballa per l'empresa d'estris de pesca Abercrombie & Fitch. Abigail Page (Prentiss) és una dona descarada i capriciosa que hi treballa com a relacions públiques. El cap de Roger Cadwalader, rep la idea de la seva directora publicitària, Abigail, d'inscriure'l en un concurs de pesca que se celebrarà en el llac Wakapoogee. Abans d'anar-hi Roger confessa a Abigail que ell no sap pescar, que sent angúnia en tocar un peix i que ni tan sols sap nedar, i admet que el seu llibre el va fer basant-se en les experiències d'altres pescadors.
Abigail fa que de totes maneres Roger participi en el concurs i els esforços per mantenir la farsa són l'ímpetu del film mentre que Roger es mostra com un inepte en la tècnica de la pesca. La comèdia té un final feliç.

## Repercussió
La pel·lícula va ser ben rebuda per la crítica nord-americana, però sense gaire entusiasme, ja que no la trobaven a l'alçada de les altres del director, però amb el pas del temps s'ha considerat com una gran obra plena d'emocions, gràcia i humor, mostrant l'antagonisme sexual i el desig
Hudson va tenir el difícil paper de fer de Cary Grant en aquesta pel·lícula però els crítics van ser benèvols amb ell
Prentiss, en canvi, va ser lloada pel seu paper de dona plena d'energia essent aquest potser el millor paper de la seva carrera. A més va ser considerada més adequada i efectiva en el seu paper que el que va tenir Katharine Hepburn a la pel·lícula del mateix director del 1938